# 地球上最后的夜晚
《地球上最后的夜晚》是智利作家罗贝托·波拉尼奥创作的一部西班牙语短篇小说集，由Anagrama于1997年在智利出版。